# Tsebrykove
Tsebrykove (ukrainska: Цебрикове, ryska: Цебриково/Tsebrikovo, tyska: Hoffnungstal, även Hoffnungsthal) är ett stadsliknande samhälle i Odessa oblast i södra Ukraina. Tsebrykove, som grundlades år 1819, hade 2 709 invånare år 2022.

## Historia
Före andra världskriget var Tsebrykove känt som Hoffnungstal, Гофнунгсталь, och befolkades av tyskar. Hoffnungstal grundades 1819 av schwabiska nybyggare som fick mark. Några av dem var sionister som hade för avsikt att åka vidare till Palestina och bosätta sig där, men vägrades inträde av Turkiet. Några från den gruppen bosatte sig i Ukraina och några i Georgien. Det finns en aktiv grupp tyskar från Ryssland som studerar områdets historia. Invånarna i Hoffnungstal stödde de vita under det ryska inbördeskriget och staden bombarderades av artilleri monterat på järnvägsvagnar. Kampen om kollektivisering resulterade i många deportationer och dödsfall, inklusive ett antal människor som sköts på trappan till den lutherska kyrkan 1937. Nästan alla av de återstående tyskarna lämnade med den retirerande tyska armén under andra världskriget. Många tyskar emigrerade från Tsebrykove till USA, och de bosatte sig cirka 32 kilometer nordväst om Burlington, Colorado i "The Russian Settlement".